# Фердінанд Адамс
Фердінанд Адамс (англ. Ferdinand Eloy Adams; 3 травня 1903, Берхем — 1992) — бельгійський футболіст, грав за «Андерлехт». Учасник чемпіонату світу 1930.